# Norfolk Scope
 (avril 2025).
Si vous disposez d'ouvrages ou d'articles de référence ou si vous connaissez des sites web de qualité traitant du thème abordé ici, merci de compléter l'article en donnant les références utiles à sa vérifiabilité et en les liant à la section « Notes et références ».
Le Norfolk Scope est une salle omnisports située à Norfolk, dans l'État de Virginie.

## Événements
- 1974 American Basketball Association All-Star Game
- WCW World War 3
- The Great American Bash 2004

## Galerie

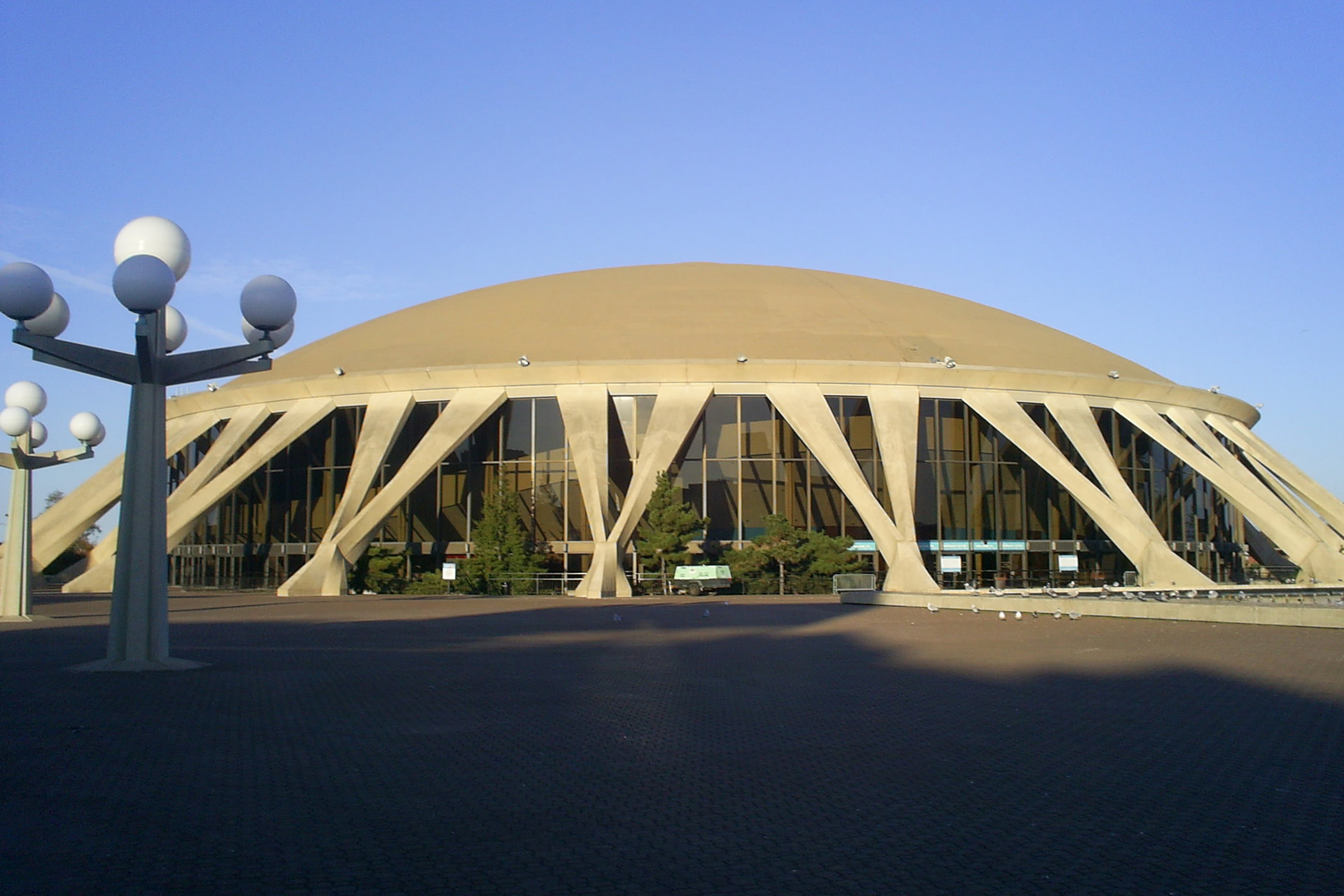